# Старий Заган
Старий Заган (рос. Старый Заган) — село Мухоршибірського району, Бурятії Росії. Входить до складу Сільського поселення Новозаганського.
Населення — 312 осіб (2015 рік).